# Cheemangala, Sidlaghatta
Cheemangala là một làng thuộc tehsil Sidlaghatta, huyện Kolar, bang Karnataka, Ấn Độ.